# 4 fructidor
4 thermidor 4 jour complémentaire
Le quartidi 4 fructidor, officiellement dénommé jour de l'escourgeon, est le 334e jour de l'année du calendrier républicain.
C'était généralement le 21e jour du mois d'août dans le calendrier grégorien.